# Serra de Caselles
La Serra de Caselles és una serra situada entre els municipis d'Olost (Lluçanès) i Sant Bartomeu del Grau (Osona), amb una elevació màxima de 739,6 metres.